# Drapeau (Québec)
Pour les articles homonymes, voir Drapeau (homonymie).
Drapeau est un village de l'Est du Québec situé sur la péninsule gaspésienne dans la région de la Gaspésie–Îles-de-la-Madeleine faisant partie de la municipalité de Nouvelle dans la municipalité régionale de comté d'Avignon au Canada.

### Source en ligne
- Ressources relatives à la géographie :   - Banque de noms de lieux du Québec
  - Base de données toponymiques du Canada